# 番社口
番社口，是臺灣彰化縣彰化市的一個地名，位於該市中部偏東。相較於今日行政區，其範圍大致包括香山里不含西南部、牛埔里西半部、台鳳里西部、快官里西南部凸出部分不含最西端。

## 歷史
台灣清治末期至日治初期，番社口地區為一街庄，稱為「番社口庄」，隸屬於線東堡。該庄輪廓南北狹長而且南窄北寬，北與渡船頭庄為鄰，東北一小段與田中央庄為界，東及東南與快官庄為鄰，西南邊及西邊為大竹庄。
1901年（日治明治三十四年）11月，該庄隸屬於彰化廳。1909年（明治四十二年）10月，改隸屬於臺中廳。1920年（大正九年），該庄改制為「番社口」大字，隸屬於臺中州彰化郡大竹庄，大字下有「番社口」、「牛埔子」小字名。1933年12月，彰化街合併南郭庄、大竹庄，升格成為彰化市。
戰後彰化市隸屬於彰化縣，大字亦改制為里。

## 交通
省道台14線（彰南路二段／三段）為彰化至南投廬山的幹道，大致以橫向經過番社口地區北部，往西可前往中庄子接省道台1線，往東轉東南可前往芬園、草屯、埔里、廬山等地。
省道台14丙線（彰興路二段）為三村庄至外快官的道路，也是大度橋南端通往省道台14線本線的捷徑，大致以西北－東南走向經過本地區北部邊界地帶，往西北可前往三村庄接省道台1丙線，續行可於大度橋南端接省道台1線；往東南可於外快官接回省道台14線本線。
省道台74甲線又稱「彰化東外環道」，為省道台74線往南延伸的道路，大致以縱向貫穿本地區，往北轉東北可前往位於田中央的快官交流道接國道3號，亦可續行省道台74線，往南轉西南可前往花壇鄉接省道台1線。

## 學校
- 彰德國中
- 聯興國小（部分）